# 3039 Yangel
3039 Yangel је астероид главног астероидног појаса чија средња удаљеност од Сунца износи 2,557 астрономских јединица (АЈ).
Апсолутна магнитуда астероида је 12,5.